# Telalak
Telalak je jedna od 31 worede u regiji Afar u Etiopiji. Predstavlja dio Upravne zone 5 i smještena je blizu podnožja istočne strmine Etiopske visoravni. Graniči na jugu s Deweom, na zapadu s regijom Amhara, na sjeveru s Upravnom zonom 4, a na istoku s Upravnom zonom 3. Ne postoje informacije o gradskim naseljima u ovoj woredi.
Prema podacima objavljenim od Središnje statističke agencije u 2005. godini, ova woreda je imala procijenjenih 81.178 stanovnika, od čega 33.979 muškaraca i 47.199 žena. Ne postoje informacije o površini Telalaka, pa se ne može izračunati gustoća stanovništva.